# Abou Ali al-Anbari
Abd al-Rahman Mustafa al-Qadouli (en arabe : عبد الرحمن مصطفى القادولي), connu par ses noms de guerre Abou Ali al-Anbari (en arabe : أبو علي الأنباري), Abou Alaa al-Afari (en arabe : أبو علاء العفري), ou encore Abou Souja, né en 1959 à Mossoul et mort le 24 mars 2016 près d'Al-Chaddadeh, est un chef djihadiste d'Al-Qaïda en Irak, puis de l'État islamique.

## Biographie

### Sources sur Abou Ali al-Anbari
Le parcours d'Abou Ali al-Anbari n'est pas connu avec exactitude, d'autant qu'Abou Ali al-Anbari et Abou Alaa al-Afari sont initialement considérés comme deux personnages différents,. Au cours de sa carrière au sein des groupes djihadistes, il utilise une douzaine de noms de guerre différents. En 2018, le journaliste Hassan Hassan obtient une biographie de 93 pages rédigée par le fils d'Abou Ali al-Anbari, Abdoullah, pour un usage interne de l'État islamique et dont certains extraits sont publiés par Al-Naba, le magazine de l'organisation. 

### Jeunesse: soldat de Saddam Hussein et imam
Abou Ali al-Anbari naît en 1959 à Mossoul, au sein d'une famille turkifiée d'origine arabe et arménienne. Sa famille est pieuse et conservatrice. Après ses études primaires, al-Anbari étudie la charia dans un institut de la ville de Tall Afar. En 1982, il obtient un diplôme en études islamiques à l'Université de Bagdad.
Selon certaines sources, il intègre l'armée irakienne et se hisse jusqu'au grade de major-général,. Cependant pour le chercheur Romain Caillet, Abou Alaa al-Afari n'a aucun passé militaire. Selon Hassan Hassan, peu de temps après avoir obtenu son diplôme, al-Anbari s'engage dans l'armée irakienne pendant la guerre Iran-Irak et sert comme simple soldat. 
Après avoir effectué son service militaire, Abou Ali al-Anbari devient de plus en plus radical. Il enseigne d'abord la charia dans la petite ville de Mujama Barzan. Il s'oppose un jour à l'organisation d'une fête au cours de laquelle un riche citoyen de la ville invite des Ghajars — un groupe ethnique proche des Roms — qui pratiquent la musique et la danse. Il envisage alors d'attaquer les Ghajars, de brûler leur tente et de les tuer. Il se limite cependant un simple sermon et la fête est finalement annulée à cause des pressions. Au milieu des années 1990, al-Anbari retourne à Tall Afar, où il enseigne dans une école et devient l'imam d'une mosquée. Tall Afar est une ville partagée entre chiites et sunnites. En tant qu'imam, al-Anbari s'en prend violemment aux chiites, ainsi qu'aux soufis. Il commence également à s'associer aux djihadistes kurdes actifs dans les montagnes du nord de l'Irak.
Il pourrait avoir rejoint al-Qaïda en Afghanistan en 1998, avant de regagner l'Irak en 2003,. Pour Hassan Hassan, après les attentats du 11 septembre 2001, al-Anbari commence à former avec ses étudiants un « noyau d'émirat » dans les collines entourant Tall Afar. Abou Ali al-Anbari adhère alors à l'idéologie d'al-Qaïda et commence également à s'en prendre à cette période aux Frères musulmans, qu'il qualifie de « frères du diable ». Il est alors influencé par des théoriciens comme Abou Mohammed al-Maqdisi et Abdoulkadir ben Abdoulaziz. En 2002, il rencontre  à Bagdad Abou Moussab Al-Zarqaoui, alors en provenance d'Afghanistan. À cette période, al-Anbari et ses hommes se procurent des armes et fabriquent des bombes, leur objectif est alors de se préparer au « djihad ».

### L'État islamique
Après l'invasion américaine de l'Irak en 2003, Al-Anbari rejoint les insurgés. Il aurait combattu au sein d'Ansar al-Islam mais aurait été chassé de ce groupe après avoir été accusé de corruption. Il s'attaque aussi dès le début aux chiites, aux Frères musulmans et à toute personne considérée comme « hérétique ». En 2004, il rallie Al-Qaïda en Irak (AQI). Il aurait été l'émir de Mossoul. En 2005, il représente AQI auprès d'Al-Qaïda central au Pakistan,. De retour en Irak, al-Anbari participe à la formation en janvier 2006 du Conseil consultatif des moudjahidines en Irak, qui naît de la fusion d'al-Qaïda en Irak avec d'autres groupes djihadistes. Il dirige alors ce conseil et prend un nouveau nom de guerre, Abdoullah Rashid al-Baghdadi. Quelques mois plus tard, ce conseil devient l'État islamique d'Irak. 
En 2005, Abou Ali al-Anbari est arrêté à Mossoul par les Américains, mais il détient alors de faux documents et n'est pas reconnu sous sa véritable identité. Il est alors rapidement relâché. Mais en 2006, il est à nouveau arrêté par les Américains à Bagdad. Il est cette fois identifié comme un chef terroriste de Tall Afar, mais pas comme chef du Conseil consultatif des moudjahidines en Irak. Il demeure en détention jusqu'en mars 2012, jusqu'à ce que des responsables irakiens soient soudoyés par les djihadistes pour obtenir sa libération,. 
Libre, Abou Ali al-Anbari est alors convoqué à Bagdad par Abou Bakr al-Baghdadi, le chef de l'État islamique d'Irak, qui lui donne pour mission de vérifier la fidélité du Front al-Nosra en Syrie, dirigé par Abou Mohammed al-Joulani. En 2013, Abou Bakr al-Baghdadi annonce la fusion du Front al-Nosra et de l'État islamique d'Irak pour former l'État islamique en Irak et au Levant. Certains membres d'al-Nosra rallient al-Baghdadi, mais al-Joulani refuse la fusion. Al-Anbari négocie ensuite avec al-Qaïda, mais son chef, Ayman al-Zawahiri, tranche en faveur d'al-Joulani. Abou Bakr al-Baghdadi passe outre et rompt avec al-Qaïda.
En 2013, Abou Ali al-Anbari rédige également une fatwa dans laquelle il qualifie les rebelles syriens d'« apostats ».
Abou Bakr al-Baghdadi nomme ensuite al-Anbari à la tête des finances du groupe. Il se déplace alors entre l'Irak et la Syrie. En 2014, il est un des trois membres du conseil de guerre de l'État islamique et est chargé des affaires des martyrs et des femmes. Le 14 mai 2014, sa tête est mise a prix par le gouvernement américain pour 7 millions de dollars,. Fin 2014, il aurait été à l'origine de la décision de faire brûler vif le pilote jordanien Maaz al-Kassasbeh.
Abou Ali al-Anbari semble prendre de l'importance au sein de l'EI au début de l'année 2015. Pendant la guerre civile syrienne, Abou Ali al-Anbari devient l'adjoint d'Abou Bakr al-Baghdadi pour la Syrie et le responsable des opérations dans ce pays,
Selon The New York Times, en novembre 2015 Abou Ali al-Anbari se rend en Libye, par bateau depuis la Syrie, et arrive à Syrte alors tenue par les forces de l'État islamique en Libye,. Il regagne ensuite la Syrie et l'Irak.
Le 13 mai 2015, le gouvernement irakien affirme qu'Abou Alaa al-Afari, présenté comme le numéro 2 de l'EI, a été visé par une frappe aérienne de la coalition, probablement à Tall Afar. Le CENTCOM affirme de son côté ne pas avoir « d'information permettant de corroborer » le fait qu'al-Afari aurait été tué.
Le 25 mars 2016, les États-Unis annoncent avoir tué Abou Ali al-Anbari lors d'un raid des forces spéciales en Syrie, qui auraient intercepté son véhicule,. Sa mort aurait eu lieu à l'est de Raqqa, près d'Al-Chaddadeh. Selon l'État islamique, les soldats américains tentent de capturer al-Anbari lors du raid, mais ce dernier trouve la mort en actionnant sa ceinture explosive. L'État islamique confirme officiellement la mort d'al-Anbari le 30 avril 2016 en donnant le nom d'une opération en son hommage. Une vidéo est ensuite publiée par l'organisation dans laquelle apparaît son visage.

### Jugements
Le chercheur irakien Hicham al-Hachemi juge al-Afri « plus important, plus intelligent, et a de meilleures relations avec les gens » qu'Abou Bakr al-Baghdadi. « Il parle bien en public et a un charisme puissant [...] Tous les leaders de Daech trouvent qu'il a plus de sagesse djihadiste, une bonne capacité à mener les gens et à administrer l'organisation ». Selon al-Hachimi, al-Afri aurait probablement été l'héritier d'al-Baghdadi à la tête de l'EI si ce dernier avait été tué de son vivant.
Selon Hassan Hassan, Abou Ali al-Anbari a exercé une profonde influence sur Abou Moussab Al-Zarqaoui et il est celui qui a véritablement forgé l'idéologie de l'État islamique.